# NQO2
NAD(P)H دهیدروژناز، کینون ۲، که با نام QR2 نیز شناخته می‌شود، یک پروتئین است که در انسان توسط ژن NQO2 کدگذاری می‌شود. این آنزیم از نوع دوم سم‌زداهایی است که می‌تواند کاهش‌های دو یا چهار الکترونی کینون‌ها را انجام دهد. مکانیسم کاهش آن از طریق یک مکانیسم پینگ‌پنگی شامل اف‌ای‌دی به عنوان کوفاکتور انجام می‌شود. در فاز احیایی اولیه، NQO2 به دهیدرونیکوتینامید ریبوزید (NRH)، که دهندهٔ الکترون است، متصل شده و انتقال هیدرید از NRH به اف‌ای‌دی را میانجی‌گری می‌کند. سپس، در فاز اکسیداتیو، NQO2 به سوبسترای کینونی خود متصل شده و آن را به دی‌هیدروکینون کاهش می‌دهد. علاوه بر دو اف‌ای‌دی کاتالیزوری، NQO2 دارای دو یون روی نیز هست، اما هنوز مشخص نیست که این فلز نقش کاتالیزوری دارد یا خیر. NQO2 یک پارالوگ از NQO1 است.
NQO2 یک همودیمر است و می‌تواند توسط رسوراترول مهار شود. یکی از جایگاه‌های اتصال QR2 به ۲-یدوملاتونین پاسخ می‌دهد و به عنوان MT3 شناخته شده است.

## برای مطالعهٔ بیشتر
- Jaiswal AK, Burnett P, Adesnik M, McBride OW (1990). "Nucleotide and deduced amino acid sequence of a human cDNA (NQO2) corresponding to a second member of the NAD(P)H:quinone oxidoreductase gene family. Extensive polymorphism at the NQO2 gene locus on chromosome 6". Biochemistry. 29 (7): 1899–906. doi:10.1021/bi00459a034. PMID 1691923.
- Jaiswal AK (1994). "Human NAD(P)H:quinone oxidoreductase2. Gene structure, activity, and tissue-specific expression". J. Biol. Chem. 269 (20): 14502–8. doi:10.1016/S0021-9258(17)36651-6. PMID 8182056.
- Zhao Q, Yang XL, Holtzclaw WD, Talalay P (1997). "Unexpected genetic and structural relationships of a long-forgotten flavoenzyme to NAD(P)H:quinone reductase (DT-diaphorase)". Proc. Natl. Acad. Sci. U.S.A. 94 (5): 1669–74. Bibcode:1997PNAS...94.1669Z. doi:10.1073/pnas.94.5.1669. PMC 19974. PMID 9050836.